# Spinepeira schlingeri
Spinepeira schlingeri là một loài nhện trong họ Araneidae.
Loài này thuộc chi Spinepeira. Spinepeira schlingeri được Herbert Walter Levi miêu tả năm 1995.